# Rząd Leopolda Hasnera von Arthy
Rząd Leopolda Hasnera von Arthy – rząd austriacki, rządzący Cesarstwem Austriackim od 1 lutego do 12 kwietnia 1870 roku.

## Skład rządu
- premier – Leopold Hasner von Artha
- rolnictwo – Anton Banhans
- handel – Ignaz von Plener
- wyznania i oświata – Karl von Stremayr
- finanse – Rudolf Brestel
- sprawy wewnętrzne – Carl Giskra
- sprawiedliwość – Eduard Herbst
- obrona krajowa – Johann Wagner